# アラスカ大学システム

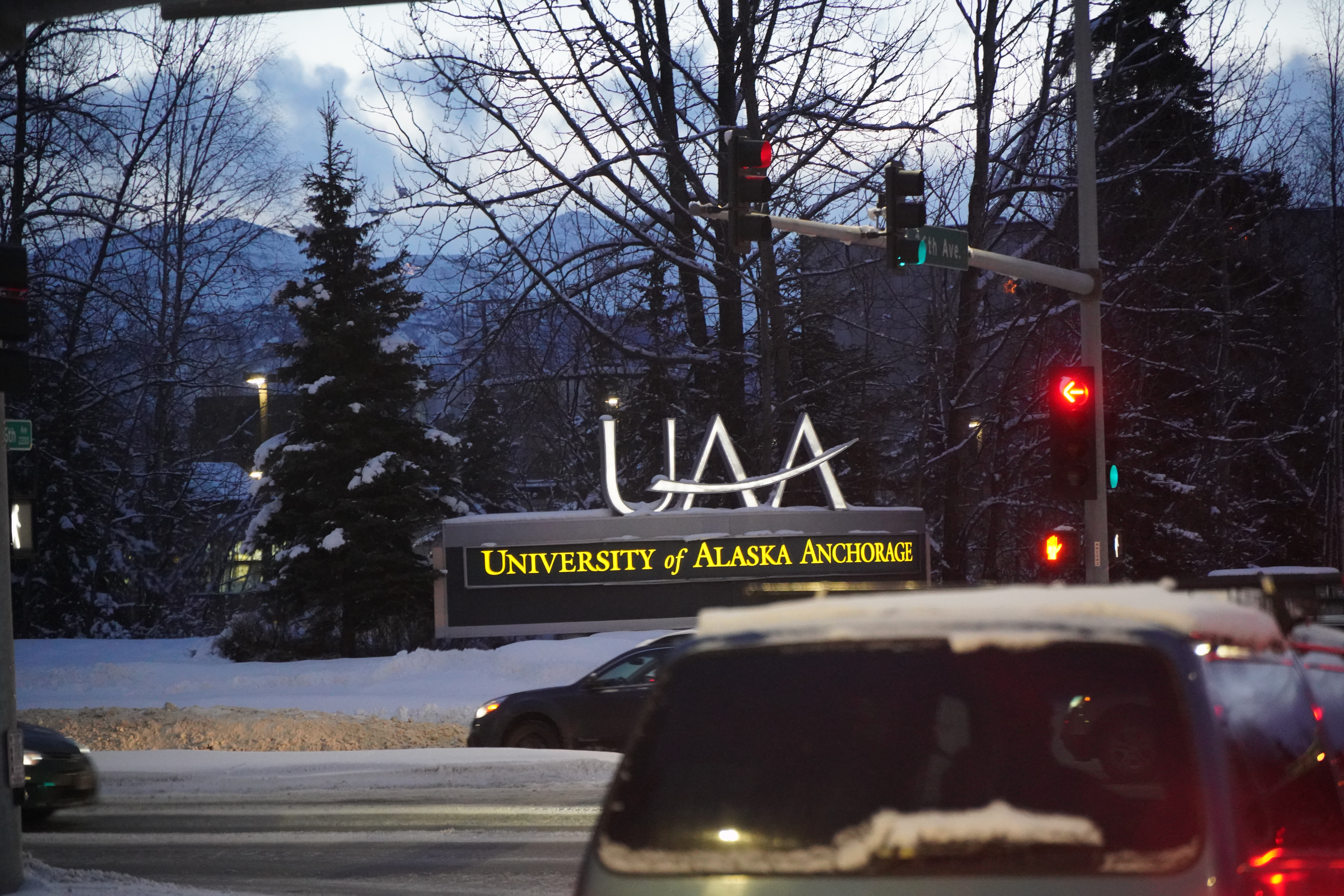
アラスカ大学アンカレッジ校入口

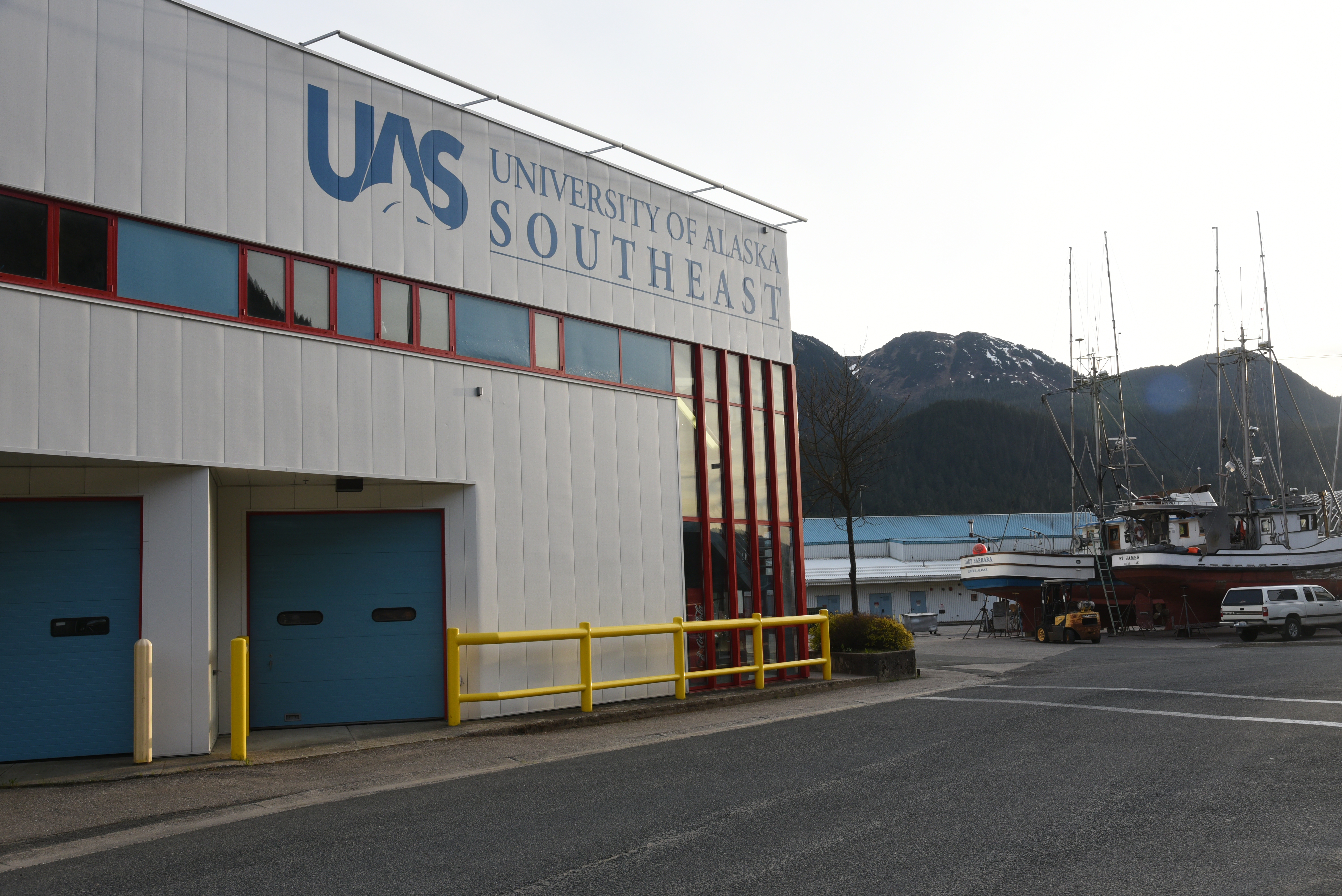
アラスカ大学サウスイースト校

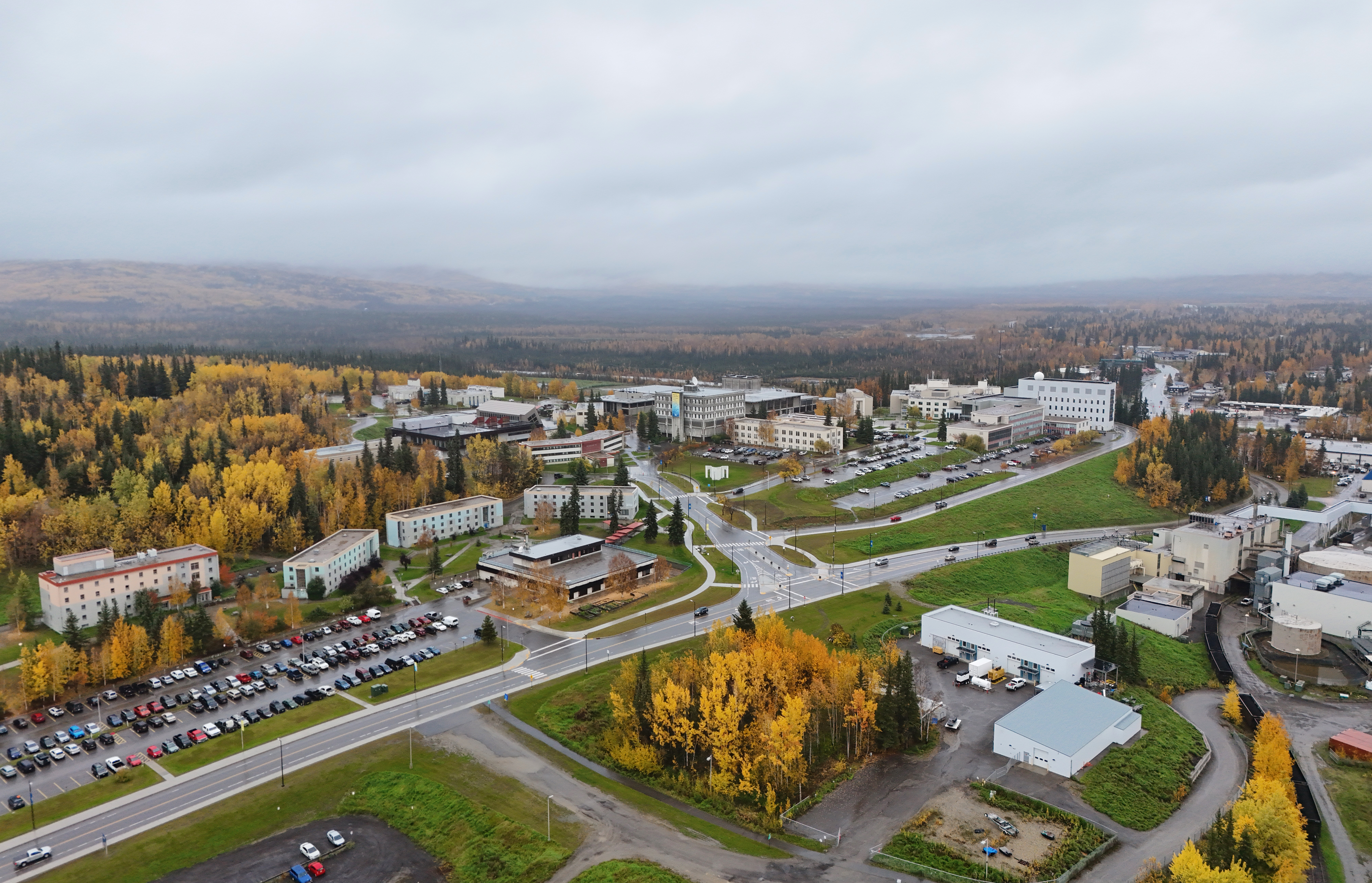
アラスカ大学フェアバンクス校の全景

アラスカ大学システム（英語: University of Alaska System）は、米国アラスカ州にある州立大学のシステムである。

## 概要
アラスカ大学システムは1917年に設立され、現在19のキャンパスに3つの大学から構成されている。フルタイムおよびパートタイムの学生約30,000人にサービスを提供し、400のユニークな学位プログラムを提供している。
また、UASは3つの大規模なサテライト・コミュニティ・カレッジを運営していて、アラスカ大学システムの主要3校は以下の通り：
- アラスカ大学アンカレッジ校（英語版）
- アラスカ大学サウスイースト校（英語版）
- アラスカ大学フェアバンクス校

## アラスカ大学アンカレッジ校
アラスカ大学アンカレッジ校（UAA）は、アラスカ州最大の都市アンカレッジにあり、全キャンパスにフルタイムおよびパートタイムの学生約15,000人を擁する州最大の大学である。アラスカ大学の学生のおよそ3分の2がUAAに通っている。UAAには12のカレッジがあり、そのうち4つはバルディーズ、キーナイ半島（ソルドトナとホーマー）、コディアック、マッツーにあるコミュニティ・キャンパスである。UAAにはNCAAを通じて13のスポーツがあり、シーウルブズとして全国大会に出場している。カーネギー財団はUAAを、学部課程への登録者数が多く、文系、理系、専門職準備のバランスが取れた、コミュニティと連携したキャンパスに分類している。アラスカ唯一の医学部やWWAMI Programもアンカレッジ・キャンパスで運営されている。このキャンパスには、アラスカで唯一のFAA認可の大学飛行訓練プログラムもある。

## アラスカ大学サウスイースト校
アラスカ大学サウスイースト校（UAS）は州都ジュノーにあり、最も小規模な大学である。ジュノー、シトカ、ケチカンにキャンパスがあるが、ジュノーキャンパスが最も大きい。UASは強力なリベラルアーツ教育と体験学習に重点を置いている。UASには芸術科学部、経営学部、キャリア教育学部、教育学部の4つの学部がある。2017年現在、アラスカ州議会はUASをアラスカ大学教育学部のセンターとして任命している。

## アラスカ大学フェアバンクス校
アラスカ大学フェアバンクス校（UAF）はアラスカ州第二の都市で、内陸のフェアバンクスにある。1925年から1975年までは、単にアラスカ大学として正式に知られていた。UAFには著名な地球物理学研究所（Geophysical Institute）があり、大学ロケット試験場であるポーカー・フラット研究演習場を運営している。2015年までは、北極圏で唯一のクレイ・スーパーコンピューターが設置されている北極圏スーパーコンピューティング・センターもあった。また、水産海洋科学部（College of Fisheries and Ocean Sciences）もあり、アラスカと北極海全域に施設と研究プロジェクトを持っている。アラスカで最初に設立された大学であり、アラスカ大学システムの主要機関である。
フェアバンクスには、ディリンガムのブリストル・ベイ・キャンパス、コッツェブエのチュクチ・キャンパス、インテリア・アラスカ・キャンパス（フェアバンクスを拠点とするが、アラスカ内陸部の地域にもサービスを提供）、ベセルのクスコクウィム・キャンパス、ノーム (アラスカ州)ノームのノースウエスト・キャンパスの5つのサテライト・キャンパスもある。クスコクウィム・キャンパスはフーパー・ベイで遠隔学習センターも運営している。